# لغات صينية تبتية
اللغات الصينية التبتية التي تعرف في البعض القليل من المصادر باسم «العابرة للهيملايا»، عائلة مكونة من أكثر من 400 لغة، وتأتي في المرتبة الثانية بعد الهندوأوروبية من حيث عدد الناطقين الأصليين بها، غالبيتهم العظمى تُشكّل 1. 3 مليار متحدث أصلي للغات الصينية. تشمل اللغات الصينية التبتية الأخرى ذات الأعداد الكبيرة من المتحدثين البورمية (33 مليون متحدث) واللغات التبتية (ستة ملايين متحدث). يُنطق باللغات الأخرى للعائلة في جبال الهيمالايا وجبال جنوب شرق آسيا والحافة الشرقية لهضبة التبت. لدى معظم هؤلاء مجتمعات صغيرة في المناطق الجبلية النائية، وبالتالي فهي غير موثقة بشكل جيد.
أعيد بناء العديد من المجموعات اللغوية منخفضة المستوى بشكل آمن، ولكن إعادة بناء لغة أولية للعائلة ككل لا يزال في مرحلة مبكرة  لذلك لا تزال هيكلية الغة الصينية التبتية مرتفعة المستوى غير واضح. على الرغم من أن العائلة اللغوية تقسّم تقليديًا إلى فرعي «الصينية» و«التيبيتية البورمية»، لم يفلح علماء اللغة بإثبات الأصل المشترك للغات غير الصينية. في حين أن اللغويين الصينيين يعتبرون لغات كرا-داي وهمونغ-ميان من ضمن اللغة الصينية التيبيتية، إلا أن معظم اللغويين الآخرين استبعدوها منذ الأربعينيات. اقترحت عدة روابط لعائلات لغوية أخرى، لكن لم يُقبل أي منها على نطاق واسع.

## تاريخها
اقترحت لأول مرة علاقة وراثية بين اللغات الصينية والتبتية والبورمية ولغات أخرى في أوائل القرن التاسع عشر وهي الآن مقبولة على نطاق واسع. توسع التركيز على لغات الحضارات ذات التقاليد الأدبية الطويلة لتشمل لغات أقل انتشارًا، بعضها لم يُكتب إلا مؤخرًا أو لم يُكتب أبدًا. لكن تبقى إعادة بناء الأسرة اللغوية الصينية التيبيتية أقل تطورًا بكثير من جهود إعادة بناء لغات أخرى مثل الهندو أوروبية أو النمساوية. شملت الصعوبات التنوع الكبير للغات ونقص التصريف في العديد منها وتأثيرات الاتصال اللغوي. بالإضافة إلى ذلك، يُنطق بالعديد من اللغات الأصغر حجمًا وتنوعًا في المناطق الجبلية التي يصعب الوصول إليها، وهي في الغالب مناطق حدودية حساسة.

### الأعمال الأولى
في خلال القرن الثامن عشر، لاحظ العديد من العلماء وجود أوجه شبه بين التيبتية والبورمية، ولكلا اللغتين تقاليد أدبية واسعة النطاق. في أوائل القرن التالي، لاحظ بريان هوتون هودجسون وآخرون أن العديد من اللغات غير الأدبية في المرتفعات الواقعة في شمال شرق الهند وجنوب شرق آسيا كانت مرتبطة أيضًا بهذه اللغات. طُبّق جايمس ريتشاردسون لوغان تسمية «التيبيتية البورمية» لأول مرة على هذه المجموعة في عام 1856، وأضاف إليها لغة الكارين في عام 1858. تم تخصيص المجلد الثالث من المسح اللغوي للهند، الذي حرره ستين كونو، للغات التبتية البورمية في الهند البريطانية.
كشفت الدراسات التي أجراها لوغان وآخرون على اللغات «الهندو صينية» في جنوب شرق آسيا منذ منتصف القرن التاسع عشر أنها تتألف من أربع عائلات: التبتو بورمية والتاي والمون الخمير والمالاوية البولينيزية. لاحظ يوليوس كلابروث في عام 1823 أن البورميين والتبتيين والصينيين يشتركون جميعًا في مفردات أساسية، لكن التايلانديين والمون والفيتناميين كانوا مختلفين تمامًا. تصور إرنست كوهن مجموعة ذات فرعين، فرع سيامي صيني وآخر تبيتي بورمي. أطلق أوغست كونرادي على هذه المجموعة الهندو صينية في تصنيفها المؤثر لعام 1896، على الرغم من أنه امتلك شكوكًا حول لغة الكارين. انتشرت مصطلحات كونرادي على نطاق واسع، ولكن سبب استبعاده للفيتنامية لم يكون واضحًا. اعتبر فرانز نيكولاس فينك عام 1909 الكارين فرعًا ثالثًا للصينية السيامية.
قدم جان برزيلوسكي مصطلح الصينية - التيبيتية عنوانًا لفصله عن المجموعة في «لغات العالم» الصادر عن وميليه وكوهين في عام 1924. قسم  اللغات إلى ثلاث مجموعات: التيبيتية البورمية والصينية والتايلندية، وكان غير متأكد من الترابط بين الكارين والهمونغ ميان. ظهرت الترجمة الإنجليزية لعبارة «الصينية التيبيتية» لأول مرة في ملاحظة قصيرة كتبها لوس وبرزيلوسكي في عام 1931.

## انتشارها

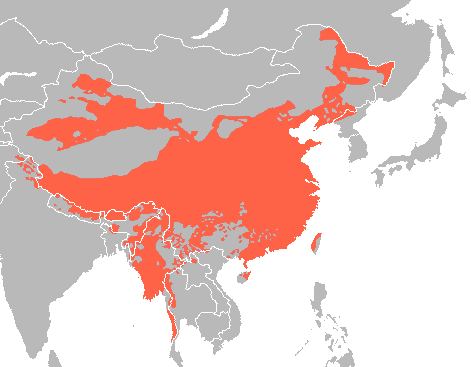
مناطق انتشاراللغات الصينية التبتية

إن معظم الانتشار الحالي للغات الصينية التبتية هو نتيجة التوسعات التاريخية للمجموعات الثلاث مع معظم المتحدثين بها ليستبدلوا عددًا غير معروف من اللغات السابقة، كما تتمتع هذه المجموعات بأقدم التقاليد الأدبية للعائلة. يُنطق باللغات المتبقية في المناطق الجبلية على طول المنحدرات الجنوبية لجبال الهيمالايا وجبال جنوب شرق آسيا والحافة الشرقية لهضبة التبت.

### اللغات المعاصرة
إلى حد بعيد، تعتبر اللغة الصينية أكبر فروع اللغات الصينية التيبيتية، مع 1.3 مليار ناطق بها، يعيش معظمهم في النصف الشرقي من الصين. السجلات الأولى للصينيين هي نقوش عظمية على عظام الثيران منذ عام 1200 قبل الميلاد، عندما نُطق بالصينية القديمة حول المجرى الأوسط للنهر الأصفر. توسعت اللغة الصينية منذ ذلك الحين في جميع أنحاء الصين، لتشكل أسرة تمكن مقارنة تنوعها باللغات الرومانسية. التنوع في التضاريس الوعرة في جنوب شرق الصين أكبر منه في سهل شمال الصين.
البورمية هي اللغة الوطنية في ميانمار، واللغة الأولى لحوالي 33 مليون شخص. دخل المتحدثون بالبورمية لأول مرة حوض إيراوادي الشمالي من ما يُعرف الآن بغرب «يونان» في أوائل القرن التاسع، عندما أضعف غزو نانزاو دول مدينة بيو. لا يزال يُنطق باللغات البورمية الأخرى في محافظة دهونغ في أقصى غرب مدينة يونان. بحلول القرن الحادي عشر، توسعت مملكتهم الوثنية لتغطي كامل الحوض. يرجع تاريخ أقدم النصوص، مثل نقش ميازدي، إلى أوائل القرن الثاني عشر.
يتحدث اللغات التبتية حوالي 6 ملايين شخص على هضبة التبت والمناطق المجاورة في جبال الهيمالايا وسيشوان الغربية. ينحدرون من التبت القديمة ، التي كانت تُنطق في الأصل في وادي يارلونغ قبل انتشارها عن طريق توسع الإمبراطورية التبتية في القرن السابع. على الرغم من انهيار الإمبراطورية في القرن التاسع، إلا أن التيبتية الكلاسيكية ظلت مؤثرة باعتبارها لغة البوذية التيبتية.
يُنطق باللغات المتبقية في المناطق المرتفعة. نجد في أقصى الجنوب لغات الكارين، التي يتحدث بها 4 ملايين شخص في بلد التلة على طول الحدود بين ميانمار وتايلاند، مع وجود أكبر تنوع في تلال الكارين، والتي يعتقد أنها موطن المجموعة. تحتوي المرتفعات الممتدة من شمال شرق الهند إلى شمال ميانمار على أكثر من 100 لغة صينية تيبتية عالية التنوع. عثر على اللغات الصينية التيبتية الأخرى على طول المنحدرات الجنوبية لجبال الهيمالايا وجنوب غرب الصين وشمال تايلاند.

### موطنها
كانت هناك مجموعة من المقترحات بشأن الموطن الأصلي للغة الصينية التيبتية، مما يعكس عدم اليقين بشأن تصنيف الأسرة كما عمقها الزمني. افترض جيمس ماتيسوف (1991) أن موطنها الأصلي يقع في الجزء الشرقي من هضبة التبت وقد بدأت هناك حوالي 4000 قبل الميلاد، ثم هاجرت المجموعات المختلفة إلى أسفل الأنهار الصفراء واليانغتسية والميكونغ وسالوين وبراهمابوترا. اقترح جورج فان دريم (2005) أن الصينيين التبتيين نشأوا في حوض سيتشوان قبل 7000 قبل الميلاد، ثم هاجروا باكرًا إلى شمال شرق الهند، ثم في وقت لاحق إلى شمال المناطق الناطقة باسلاف اللغات الصينية والتيبتية. اقترح روجر بلانش ومارك بوست (2014) أن الوطن الصيني التبتي هو شمال شرق الهند، المنطقة ذات التنوع الأكبر، حوالي 7000 قبل الميلاد. 